# Mustafa Mansour
Mustafa Mansour (àrab: مصطفى منصور)  (Egipte, 2 d'agost de 1914 - Egipte, 24 de juliol de 2002) fou un futbolista egipci de la dècada de 1930.
Fou internacional amb la selecció d'Egipte amb la qual participà en la Copa del Món de futbol de 1934.
Pel que fa a clubs, destacà a Al Ahly i Queen's Park. alongside Mohamed Latif.
Un cop retirat fou entrenador a Al Ahly.